# Margaret Jane Benson
Margaret Jane Benson (1859 - 1936) fue una botánica, paleobotánica, y exploradora inglesa.
La mayor parte de su carrera transcurrió como profesora universitaria y jefa del Departamento de Botánica en la Royal Holloway College, Universidad de Londres. Su liderazgo del departamento de nueva creación, se inició en 1893, y en 1927, un laboratorio botánico fue dedicado en su nombre.
Viajó extensamente con Ethel Sargant, una joven científica compañera, recogiendo muestras, equipos de laboratorio, y el encuentro con otros botánicos del mundo. Entre sus estudiantes se hallaban Dame Helen Gwynne-Vaughan y Netsa Ferguson.
Benson fue introducida a la botánica por su padre, un ingeniero y arquitecto muy interesado en esa ciencia. Su madre, pintora, había exhibido en la Royal Academy of Art. Primeramente fue educada por su hermana, que había concurrido al Queens College. Luego se matriculó en el University College London en 1887, obteniendo su grado de Bachiller de la universidad en 1891. Se doctoró en la Universidad de London. Su obra puso foco en la embriología de la categoría de las Fagales que eran llamadas Amentiferae para ese tiempo.
Publicó en Annals of Botany y en New Phytologist.
Luego de su retiro, fue exitosamente sucedida por otra científica, la profesora Elizabeth Marianne Blackwell, como cabeza de Botánica en el Royal Holloway College. Blackwell fue autora del obituario oficial de la Dra. Benson.

## Honores
- 1904: miembro de la Sociedad Linneana de Londres[4]

- La abreviatura «M.J.Benson» se emplea para indicar a Margaret Jane Benson como autoridad en la descripción y clasificación científica de los vegetales.[5]